# For Love and Honor (película de 1983)
For Love and Honor es una película de drama de 1983, dirigida por Gary Nelson, basada en el libro Price of Dreams de Jeff Spielman, musicalizada por Ian Freebairn-Smith y los protagonistas son Luca Bercovici, David Caruso y Michael Cavanaugh, entre otros. El filme fue realizado por 20th Century Fox Television, se estrenó el 23 de septiembre de 1983.

## Sinopsis
Ambientado en una base del ejército en Texas, se enfoca en las vicisitudes de jóvenes paracaidistas que, durante su preparación para probables labores de batalla, a menudo se hallan inmersos en episodios amorosos.